# 미에군

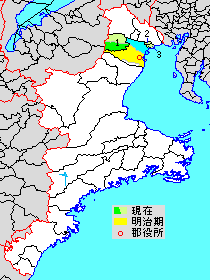
미에 군의 위치

미에군(일본어: 三重郡, みえぐん)은 일본 미에현에 있는 군이다.
인구 66,422명, 면적 121.73km², 인구밀도 546명/km².(2025년 3월 1일, 추계인구)
이하 3개의 정으로 구성된다.
- 고모노정(菰野町)
- 아사히정(朝日町)
- 가와고에정(川越町)

## 역사
- 2005년 2월 7일, 구스 정이 욧카이치시에 편입되었다.